# Daniele Gonciaruk
Daniele Gonciaruk (Messina, 24 marzo 1971) è un attore e regista italiano.

## Biografia
Daniele Gonciaruk sin da adolescente dimostra una passione per il teatro che si sviluppa quando entra a far parte della compagnia della scuola "Verona Trento" di Messina, da lui frequentata, capitanata da Totò D'Urso. Conseguita la maturità viene ammesso all'Accademia nazionale d'arte drammatica "Silvio D'Amico" e si trasferisce a Roma, dove nel 1994 consegue il diploma. 
Interpreta ruoli in opere di Verga, Pirandello, Sofocle, Beckett, Sciascia, Vittorini, Camilleri insieme ad attori e registi di grande rilievo: Luca Ronconi, Turi Ferro, Franco Branciaroli, Armando Pugliese, Carlo Cecchi.
Da considerare anche le sue apparizioni in diverse fiction televisive di rilievo fra le quali spiccano La piovra, Il capo dei capi e Il compagno americano di Barbara Berni.
Alla fine degli anni novanta inizia a dedicarsi al cinema girando A trenta secondi dalla fine che viene presentato al Messina Film Festival lo stesso anno con un riscontro molto positivo. Dal maggio 1998 l'Assessorato alle politiche giovanili di Messina gli affida dei seminari sulla recitazione da tenere in molte scuole medie della città situate nei quartieri con "assenza d'arte" per cercare di favorire lo sviluppo e l'interesse verso il teatro; svolgerà questo incarico fino al maggio 1999.
Tra il 2005 e il 2006 con il gruppo musicale Milagro Acustico collabora alla realizzazione di due album prodotti dalla Compagnia Nuove Indye e RaiTrade. Nel 2007 è presente come cantante e voce recitante nel disco della poetessa Nuccia Farina dal titolo D'Isola Voce.
Nel 2012 esce il film Storie Sicilian Comedy, progetto indipendente che vede la luce dopo anni di lavoro.

### La Scuola sociale di teatro
Dopo aver fondato nel 2011 la "Dagoruk Produzioni" ed aver dato il via a due anni di laboratori teatrali nella città di Messina, nel 2014 fonda la scuola sociale di teatro.
Fra maggio e giugno 2015 i quarantotto allievi della scuola sociale di teatro, di età compresa fra quattordici e quindici anni, mettono in scena quattro spettacoli teatrali Il giardino dei ciliegi, rielaborazione dell'omonimo testo cechoviano; La città dei pazzi, opera creata dal regista stesso; l'Amore ai tempi di Shakespeare, rielaborazione di varie commedie shakespeariane e una riduzione de I Masnadieri di Friedrich Schiller, quest'ultimo in particolare si rivela un buon successo di pubblico e viene accolto calorosamente da numerosi critici che elogiano la capacità di giovani attori di mettere in scena un testo non particolarmente semplice per attori non professionisti. La rassegna viene dedicata all'attore messinese Vittorio Ciccocioppo, scomparso pochi mesi prima.

## Teatrografia
Con la Compagnia “Verona Trento” diretta da Totò D'Urso ha partecipato ai seguenti spettacoli:
- L’eredità dello zio Bonanima, di Nino Martoglio (1987)
- L'aria del Continente, di Nino Martoglio (1988)
- Civitoti in Pretura, di Nino Martoglio (1989)
- Il settimo si riposò, di Samy Fayad (1990)
- L’altro figlio, di Luigi Pirandello (1991)
- Cecè, di Luigi Pirandello (1991)
- Scene americane, di Mario Fratti, Roberto Mazzucco, Daniele Gonciaruk (1994/1995) regia di Daniele Gonciaruk debuttato al Teatro Colosseo di Roma.
- Romeo e Giulietta, di William Shakespeare (1995/1996) regia di Giuseppe Patroni Griffi debuttato al Teatro Nazionale di Roma.
- Le menzogne della notte, di Gesualdo Bufalino (1996/97) regia di Guglielmo Ferro prod. Teatro Stabile di Catania.
- Roma A.D. 2110, di Daniele Gonciaruk (1997) (liberamente adattamento da “Marmi” di Iosif Brodskij), regia di Daniele Gonciaruk prod. Coop. Entr'acte.
- La tempesta, di W. Shakespeare (1997/98) regia di Guglielmo Ferro con Turi Ferro prod. Teatro Stabile di Catania.
- Lo specchio di Antigone, di Davide Ceccoli Crimi (1998) regia di Daniele Gonciaruk debuttato al Teatro Club di Catania all'interno della rassegna teatrale Ring'98.
- I Malavoglia, di Giovanni Verga (1998) regia di Lamberto Puggelli con Turi Ferro e Ida Carrara prod. Teatro Stabile di Catania.
- L’Amante di Gramigna, di G. Verga (2000) regia di Gianni Scuto prod. Festival Verghiano
- Cappiddazzu paga tuttu, di Luigi Pirandello (2000) regia di Alvaro Piccardi prod. T.S.C.
- Un amore a Roma, di Ercole Patti (2000) regia di Guglielmo Ferro prod. T.S.C. - Comune di Catania
- La cattura, di Andrea Camilleri da una novella di L. Pirandello (2000/2001) regia di Giuseppe di Pasquale con Turi Ferro prod. T.S.C.
- A che servo io? - A darmi la battuta! (2001) con testi di Samuel Bechett e Karl Valentin regia di Guglielmo Ferro prod. Teatro Biondo di Palermo
- Gesti contemporanei con la regia di Guglielmo Ferro ed ha come protagonisti gli attori Roberto Ciufoli della Premiata Ditta e Sebastiano Tringalli.
- La sposa di Messina, di Friedrich Von Schiller (2002) Regia di Giampiero Cicciò Prod. Compagnia Lombardi-Tiezzi
- Line, di Israel Horoviz (2003) Regia di Antonio Lo Presti (Prod. Ente Teatro di Messina)
- Molto rumore per nulla (2003/2004) Di Willian Shakespeare Regia di Guglielmo Ferro Prod. Teatro Stabile di Catania
- Il tempo e la stanza, di Botho Straus (2005) Regia di Walter Pagliaro Prod. Associazione culturale “Gianni Santuccio”
- La terra trema (2005, Prod. Ente Teatro di Messina) Lettura Spettacolo con Giancarlo Giannini, regia di Walter Manfrè
- Conversazione in Sicilia, di Elio Vittorini (2005) Con Caterina Vertova e David Coco Regia di Walter Manfrè Prod. Ente Teatro di Messina
- Donna de Paradiso, Laudi Medievali (2005) Regia di Walter Manfrè Prod. Teatrarte
- Le voci umane, di Rocco D'Onghia (2006) Regia di Walter Manfrè Prod. TaoArte
- Il vitalizio, di Andrea Camilleri (2006) con Riccardo Garrone Regia di Walter Manfrè Prod. Ente Teatro di Messina – Teatro Stabile di Catania
- Nterrogatorio a Maria di Giovanni Testori (2006), regia di Walter Manfrè Prod. Teatrarte
- Il mercante di Venezia, di W. Shakespeare (2006/2007) Regia di Luca De Fusco Prod. Teatro Stabile del Veneto – T.S.C.
- Chantecler, di Edmond Rostand (2007/2008) Regia di Armando Pugliese Prod. Teatro Stabile di Catania
- Todo modo di Leonardo Sciascia (2008 - 2009) Regia di Maurizio Marchetti e Fabrizio CatalanoProd. Teatro di Messina
- Edipo re di Sofocle (2009) Regia di Antonio Calenda – Con F. Branciaroli Prod. T. Stabile di Trieste
- La bisbetica domata, di W. Shakespeare (2010/2011) regia di Armando Pugliese con Vanessa Gravina ed Edoardo Siravo Prod. Indie Occidentali – Teatro Stabile d'Abruzzo.

## Cinema
- A trenta secondi dalla fine, regia di Daniele Gonciaruk (1998)
- Il compagno americano, regia di Barbara Barni (2002)
- L'abbaglio, regia di Roberto Andò (2025)

## Televisione
- La piovra 10, regia di Luigi Perelli – miniserie TV (2000)
- Il capo dei capi, regia di Alexis Sweet – miniserie TV (2006)
- Squadra antimafia - Palermo oggi – serie TV (2014)
- I fratelli Corsaro – serie TV, episodio 4  (2024)